# Chelsea Field
Chelsea Field (Glendale, 27 maggio 1957) è un'attrice ed ex ballerina statunitense.

## Filmografia parziale

### Cinema
- Commando, regia di Mark L. Lester (1985)
- Perfect, regia di James Bridges (1985)
- I dominatori dell'universo (Masters of the Universe), regia di Gary Goddard (1987)
- Prison, diretto da Renny Harlin (1988)
- Skin Deep - Il piacere è tutto mio (Skin Deep), regia di Blake Edwards (1989)
- Harley Davidson & Marlboro Man (Harley Davidson and the Marlboro Man), regia di Simon Wincer (1991)
- L'ultimo boy scout (The Last Boy Scout), regia di Tony Scott (1991)
- Demoniaca, regia di Richard Stanley (1993)
- La metà oscura (The Dark Half), regia di George A. Romero (1993)
- Squadra investigativa speciale S.I.S. giustizia sommaria (Extreme Justice), regia di Mark L. Lester (1993)
- Andre - Un amico con le pinne (Andre), regia di George T. Miller (1994)
- Gli uccelli II (The Birds II: Land's End), regia di Rick Rosenthal (1994)
- Flipper, regia di Alan Shapiro (1996)
- The Bachelor's Baby, regia di Paul Schneider (1996)
- La catena del male (Wicked), regia di Michael Steinberg (1998)
- The Unsaid - Sotto silenzio (The Unsaid), regia di Tom McLoughlin (2001)
- The Clinic (Borderline Murder), regia di Andrew C. Erin (2011)

### Televisione
- Infermiere a Los Angeles (Nightingales) – serie TV, 13 episodi (1989)
- I racconti della cripta (Tales from the Crypt) – serie TV, episodio 6x08 (1994)
- NCIS - Unità anticrimine (NCIS) – serie TV, episodio 3x15 (2006)
- NCIS: New Orleans – serie TV, 21 episodi (2014-2021)

## Doppiatrici italiane
- Alessandra Korompay in Cold Case - Delitti irrisolti
- Isabella Pasanisi in L'ultimo boy scout
- Roberta Pellini in NCIS: New Orleans
- Aurora Cancian in  Flipper